# Olsiady
Olsiady (lit. Alsėdžiai) – miasteczko na Litwie, położone w okręgu telszańskim, w rejonie płungiańskim, 16 km na północny wschód od Telszy. Miasteczko liczy 956 mieszkańców (2001). Siedziba starostwa Olsiady, litewski pomnik urbanistyki.
Znajduje się tu kościół, szkoła, poczta i grodzisko Olsiady datowane na X-XIII wiek. 
Na miejscowym cmentarzu znajduje się grób Stanisława Narutowcza (1862–1932), sygnatariusza aktu niepodległości Litwy i brata prezydenta Rzeczypospolitej Gabriela Narutowicza. 
Podczas okupacji hitlerowskiej, 5 lipca 1941 roku Niemcy utworzyli getto dla żydowskich mieszkańców. Przebywało w nim około 200 osób. 24 lipca 1941 roku Niemcy zlikwidowali getto, a Żydów wywieziono do getta w Telsze.  
Od 2003 roku miasteczko posiada własny herb, nadany dekretem prezydenta Republiki Litewskiej.